# Transformata Z
În matematică și prelucrarea semnalelor, transformata Z transformă un semnal discret în domeniul timp, care este un șir de numere reale, într-o reprezentare complexă în domeniul frecvență.
Transformata Z a fost introdusă sub acest nume de E. I. Jury în 1958 în Sampled-Data Control Systems. Ideea de la baza transformatei Z era anterior cunoscută sub numele de "metoda funcției generatoare".

## Definiție
Transformata Z, ca și multe alte forme integrale, poate fi definită fie sub o formă unilaterală, fie sub una bilaterală.

### Transformata Z bilaterală
Transformata Z bilaterală a unui semnal în timp discret x[n] este o funcție X(z) definită ca
{\displaystyle X(z)=Z\{x[n]\}=\sum _{n=-\infty }^{\infty }x[n]z^{-n}\ }
unde n este întreg, iar z este, în general, un număr complex:
{\displaystyle z=Ae^{j\phi }}
unde A este amplitudinea lui z, iar φ este viteza unghiulară (în radiani pe eșantion).